# فرودگاه دریاچه کینگ فیشر
فرودگاه دریاچه کینگ فیشر (به انگلیسی: Kingfisher Lake Airport) یک فرودگاه همگانی با کد یاتا KIF است که یک باند فرود شن و رس دارد و طول باند آن ۱۰۷۳ متر است. این فرودگاه در کشور کانادا قرار دارد و در ارتفاع ۲۶۴ متری از سطح دریا واقع شده است.